# Zuigan-ji

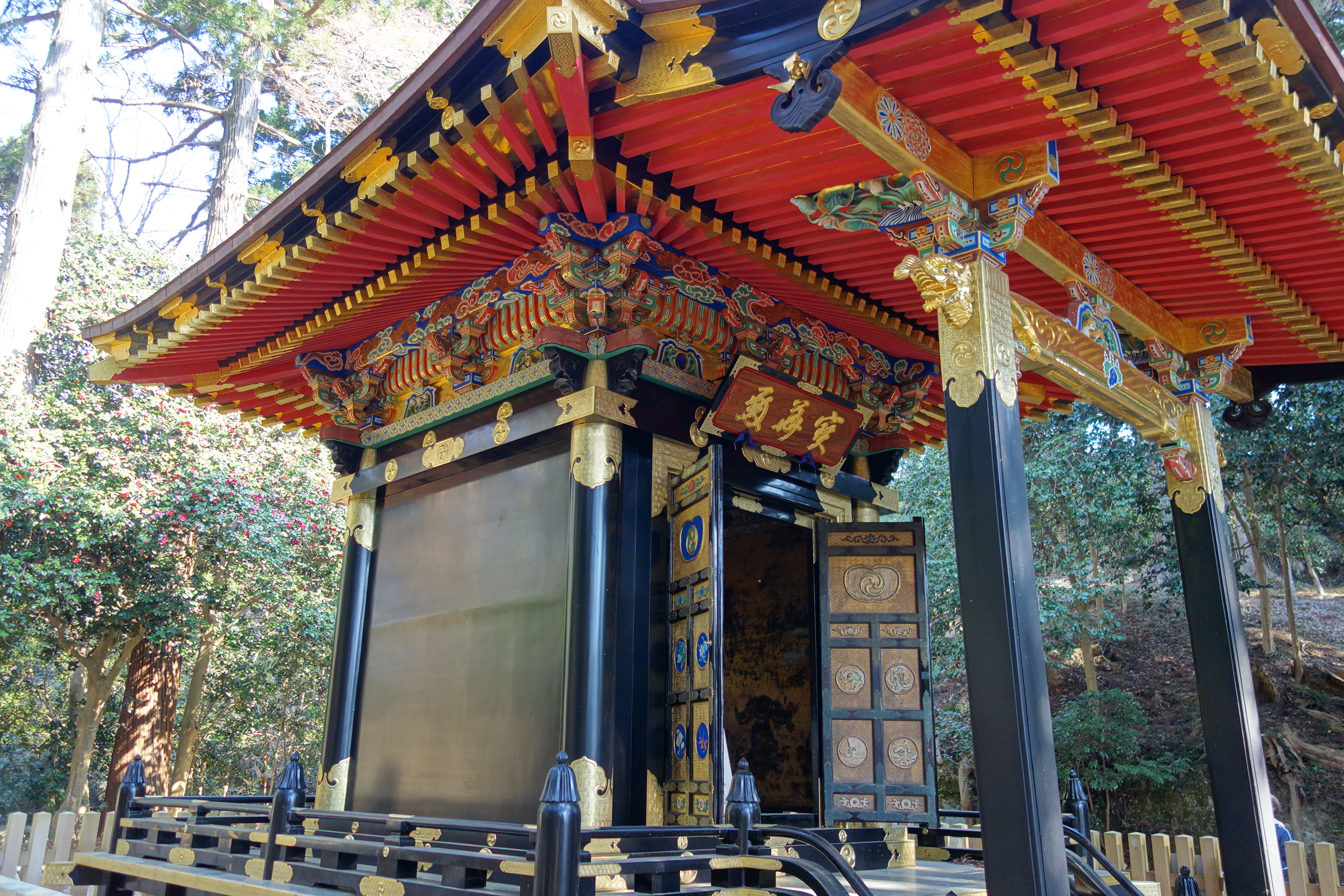

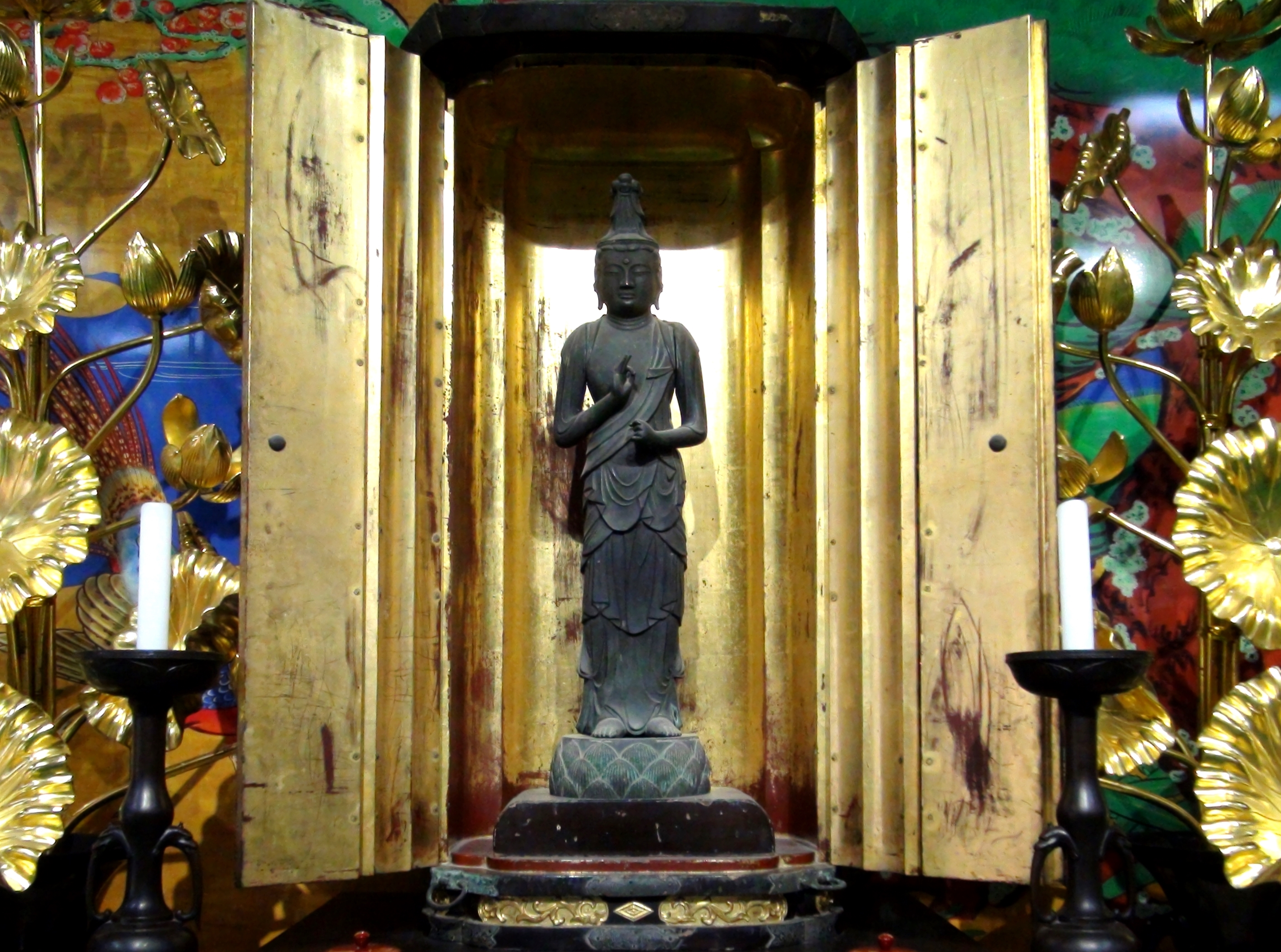
Avalokiteśvara

Seiryuzan Zuigan-ji (青龍山 瑞巌寺 Seiryuzan Zuigan-ji?) es un templo budista zen de la escuela Rinzai ubicado en la ciudad de Matsushima, prefectura de Miyagi en Japón. Perteneciente a la rama Myōshin-ji del Rinzai Zen, fue fundada en 828 durante el período Heian por Jikaku Daishi.

## Historia
El templo fue fundado como un templo de la secta Tendai por orden del emperador Junna. Sin embargo, son pocos los registros escritos de esta época. Durante los últimos años del período Nara y a principios del período Heian, después del establecimiento de un gobierno centralizado bajo el sistema Ritsuryō, la corte de Yamato envió una serie de expediciones militares a lo que ahora es la región de Tōhoku en el norte de Japón para poner bajo su control a las tribus Emishi. En esta época se construyeron numerosos templos en la región, muchos de los cuales se atribuyen a Jikaku Daishi. El templo fue patrocinado por el Clan Fujiwara del Norte, y los sacerdotes de Zuigan-ji se reunieron con Minamoto no Yoshitsune, y también con Minamoto no Yoritomo durante su campaña para destruir a los Fujiwara del Norte en Hiraizumi.
Durante el período Kamakura, bajo el patrocinio de Hōjō Tokimune, el templo cambió de Tendai a Zen, con Rankei Dōryū como su sacerdote principal y llegó a ser patrocinado por la clase samurái. Durante el período Edo, fue reconstruido por Date Masamune a partir de 1604 utilizando madera traída del monte Kumano, en lo que ahora es la prefectura de Wakayama, y a trabajadores calificados de Kioto y la provincia de Kii. El poeta de haiku Matsuo Bashō escribió un homenaje a las paredes doradas del interior del templo. El clan Date del Dominio Sendai continuó apoyando el templo hasta la Restauración Meiji.
Hondō (Hōjō), el edificio principal, que se completó en 1609, mide 39 metros por 25,2 metros y alberga la principal imagen budista. Muchas partes del templo han sido designadas como tesoros nacionales e importantes bienes culturales.
Debido a su ubicación protegida en la bahía de Matsushima, el templo se salvó de sufrir daños severos durante el terremoto y tsunami de Japón de 2011, aunque hubo algunos daños en los jardines.

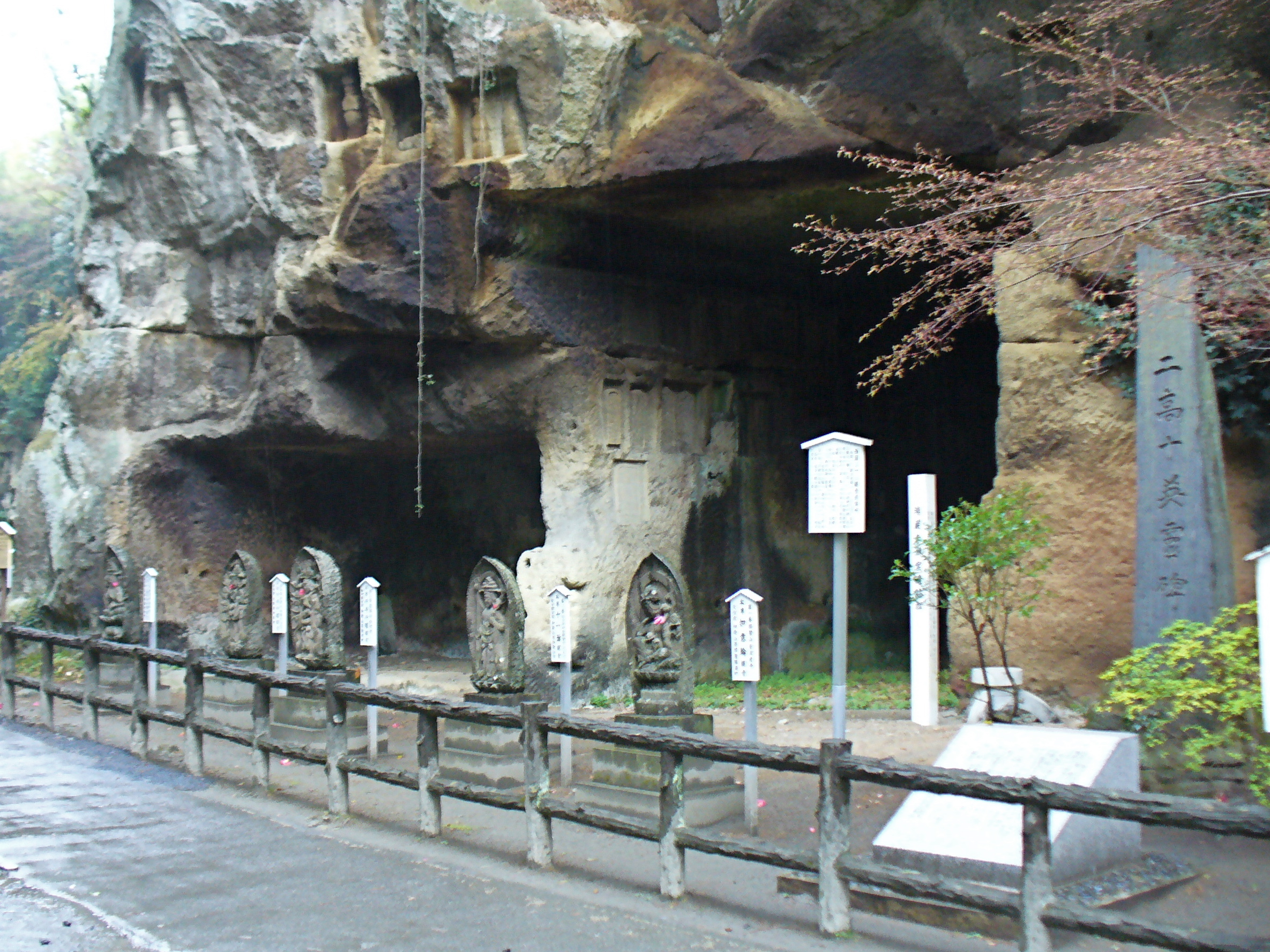
Las cuevas del templo de Zuigan-ji albergaban las cenizas de los difuntos.

Zuigan-ji también cuenta con varias cuevas excavadas en la roca. Estas cuevas se utilizaron para servicios conmemorativos y como cinerario para albergar las cenizas de los difuntos. Las cuevas fueron construidas en el período Kamakura y permanecieron en uso hasta el período Edo.
Los terrenos del templo también contienen el Museo de Arte Zuigan-ji, establecido el 1 de octubre de 1995, para exhibir varios artefactos, incluida la caligrafía de antiguos monjes, pinturas fusuma, tazas de té y retratos.

## Artefactos culturales importantes
- Hondō (Hōjō), construido en 1609, Tesoro Nacional.
- Cocina del templo (kuri) y claustro asociado, Tesoro Nacional.
- Altar de Godai-do, Bien Cultural Importante de Japón.
- Estatuas de Godai-Myoo (madera, 5 estatuas), Bien Cultural Importante de Japón.
- Hondo fusuma (161), Bien Cultural Importante de Japón.
- Puerta del medio, Bien Cultural Importante de Japón.
- Puerta de Onarimon, Bien Cultural Importante de Japón.
- Umban (gong), Bien Cultural Importante de Japón.